# Shorea rogersiana
Shorea rogersiana är en tvåhjärtbladig växtart som beskrevs av Raiz. och Smitin.. Shorea rogersiana ingår i släktet Shorea och familjen Dipterocarpaceae. Inga underarter finns listade i Catalogue of Life.